# Ganga (deusa hindu)

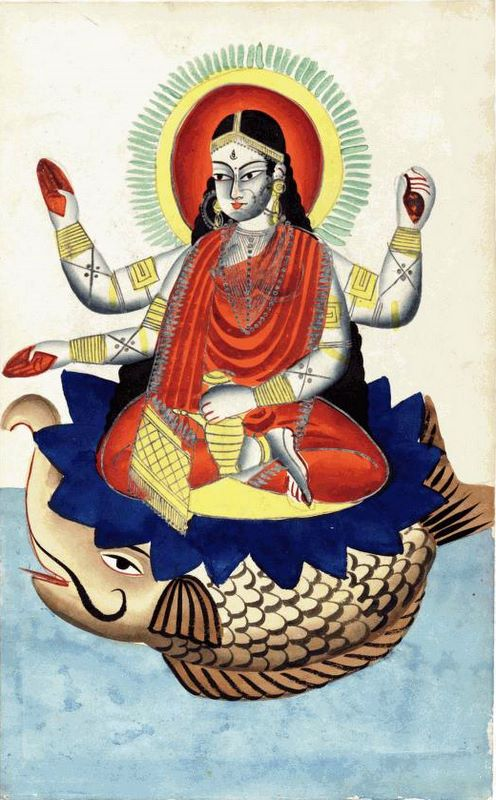
Ganga Kalighat

Ganga (sânscrito: गङ्गा, IAST: Gaṅgā) é a personificação do rio Ganges, que é adorado pelos hindus como a deusa da purificação e do perdão. Conhecida por muitos nomes, Ganga é frequentemente retratada como uma mulher bonita e bonita, montando uma criatura divina parecida com um crocodilo chamada makara.
Algumas das primeiras menções de Ganga são encontradas no Rigveda, onde ela é mencionada como o mais sagrado dos rios. Suas histórias aparecem principalmente em textos pós-védicos, como o Ramayana, Mahabharata e os Puranas.
O Ramayana a descreve como a primogênita do Himalaia, a personificação do Himalaia, e a irmã da deusa mãe Parvati. No entanto, outros textos mencionam sua origem da divindade preservadora, Vishnu. As lendas se concentram em sua descida à terra, que ocorreu por causa de um sábio real Bhagiratha, auxiliado pelo deus Shiva.
No épico Mahabharata, Ganga é a mãe do guerreiro Bhishma em união com o rei Kuru Shantanu.

No hinduísmo, Ganga é visto como uma mãe para a humanidade. Os peregrinos mergulham as cinzas de seus parentes no rio Ganges, que é considerado por eles como trazendo as almas (espíritos purificados) para mais perto de moksha, a libertação do ciclo de vida e morte. Festivais como Ganga Dussehra e Ganga Jayanti são celebrados em sua homenagem em vários lugares sagrados, que ficam ao longo das margens do Ganges, incluindo Gangotri, Haridwar, Prayagraj, Varanasi e Kali Ghat em Calcutá. Ao lado de Gautama Buda, Ganga é adorado durante o festival Loy Krathong na Tailândia.